# Шаршилдак
Шаршилдак — озеро в Карабалыкском районе Костанайской области Казахстана. Находится на западе пос. Батмановский.
По данным топографической съёмки 1958 года, площадь поверхности озера составляет 2,74 км². Наибольшая длина озера — 2,1 км, наибольшая ширина — 1,8 км. Длина береговой линии составляет 6,4 км, развитие береговой линии — 1,08. Озеро расположено на высоте 208,4 м над уровнем моря.